# Car Xuanwu od Sjevernog Weija
Tuoba Ke (拓拔恪), kasnije Yuan Ke (元恪) (483. – 9. veljače 515.) poznatiji pod titulom Car Xuanwu od Sjevernog Weija ((北)魏宣武帝) je bio car kineske/Xianbei države/dinastije Sjeverni Wei.
Bio je sin cara Xiaowena i njegove konkubine Gao Zhaorong i rodio se s imenom Tuoba Ke. Godine 496. mu je otac, u okviru programa sinizacije, donio odluku prema kojoj svi pripadnici naroda Xianbei moraju svoja imena promijeniti u kineska, pa je i princ Tuoba Ke postao Yuan Ke. Iste je godine njegovom starijem bratu Yuan Xunu oduzeta titula krunskog princa i dodijeljena Yuan Keu.
Carem je postao nakon očeve smrti 499. godine. Za vrijeme njegove vladavine je država Sjeverni Wei znatno ojačala i nanijela poraze suparničkoj južnokineskoj dinastiji Liang. Međutim, na carskom dvoru su sve više bilježile spletke iza kojih je stajao Xianwuov moćni ujak Gao Zhao, i čijom je žrtvom 508. pao sposobni i popularni premijer Yuan Xie. Brojni kineski povjeničari smatraju taj događaj početkom kraja dinastije Sjeverni Wei.
Xuanwuova vladavina je bila značajna i zbog njegove budističke vjere. Car je bio poznat po tome što je držao predavanja na temu budističkih sutri, a budizam je zahvaljujući njemu de facto postao državna religija Sjevernog Weija.
Njegova druga supruga je bila Gao. Umro je godine 515. a naslijedio ga je trogodišnji sin Yuan Xu (car Xiaoming). Sahranjen je u Luoyangu, a grobnica mu se danas može posjetiti u tamošnjem Muzeju drevnih grobnica.